# トラヴィス・ナイト

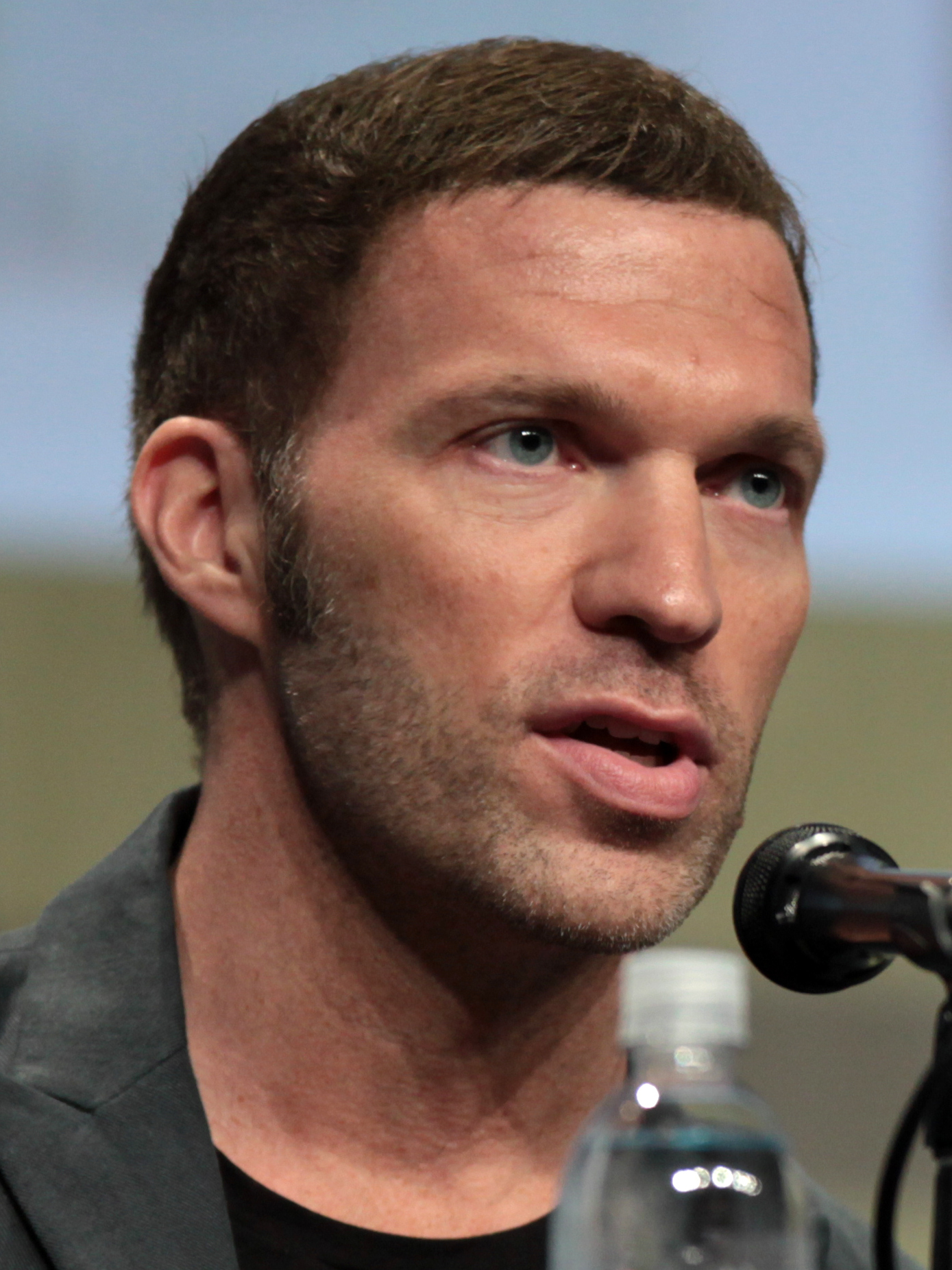
トラヴィス・ナイト, 2014年

トラヴィス・ナイト（Travis Knight、1973年 - ）は、アメリカ合衆国の映画監督、プロデューサー、アニメーター。ナイキ創業者である父親が経営するアニメーション制作会社ライカのCEO兼アニメーター。

## 略歴
ヒルズボロ (オレゴン州)で、ナイキ創業者のフィル・ナイトの次男として生まれる。イエズス会高校を経て、ポートランド州立大学卒業。ポートランドのストップモーション・アニメーション制作会社「ウィル・ヴィントン・スタジオ」にインターンとして入社し、アニメーターとなる。1999年から2001年に放映されたエディ・マーフィのクレイ・アニメーションテレビシリーズ『The PJs』に参加。その後同社が経営難に陥ったため、トラヴィスの父親が2005年に同社を買い取り、ヘンリー・セリックをアドバイザーに迎えて社名を「ライカ」に変更。トラヴィスは同社アニメーターを続け、2009年には『コララインとボタンの魔女』に参加。同年ライカのCEOに就任。2016年には初監督となるストップモーション・アニメ作品『KUBO/クボ 二本の弦の秘密』を発表。同作は、キャラクターデザイナーのシャノン・ティンドルが日本のお伽噺をもとに妻のために書いた話を発案に創作されたもので、2017年第89回アカデミー賞のアカデミー長編アニメ映画賞にノミネートされた。2018年に初の実写監督作品となる『バンブルビー』が公開。

## 人物
- 幼少期に見ていたレイ・ハリーハウゼンの一連の作品がきっかけでストップモーションに興味を持った[4]。
- 8歳の時、仕事で日本へ行く父親に同行した際に日本の美術や建築に衝撃を受け、日本文化に興味を持つようになった[5][6]。映画制作では黒澤明、宮崎駿に影響を受けた[4]。
- 妻と3人の子がいる[7][出典無効]。

## フィルモグラフィ

### 長編映画
| 年   | 題名                                                 | 備考                           |
| ---- | ---------------------------------------------------- | ------------------------------ |
| 2009 | コララインとボタンの魔女 Coraline                    | リードアニメーター             |
| 2012 | パラノーマン ブライス・ホローの謎 ParaNorman         | 製作・リードアニメーター       |
| 2014 | ボックストロール The Boxtrolls                       | 製作・リードアニメーター       |
| 2016 | KUBO/クボ 二本の弦の秘密 Kubo and the Two Strings    | 監督・製作・リードアニメーター |
| 2018 | バンブルビー Bumblebee                               | 監督                           |
| 2019 | ミッシング・リンク 英国紳士と秘密の相棒 Missing Link | 製作                           |
| 2025 | Wildwood                                             | 監督                           |
| 2026 | Masters of Universe                                  | 監督                           |
| TBA  | Piranesi                                             | 監督                           |

### 短編映画
| 年   | 題名               | 備考               |
| ---- | ------------------ | ------------------ |
| 2002 | Día de los muertos | アニメーター       |
| 2005 | Moongirl           | チーフアニメーター |

### テレビシリーズ
| 年   | 題名           | 備考                    |
| ---- | -------------- | ----------------------- |
| 2000 | Boyer Brothers | テレビ映画 アニメーター |
| 2000 | The PJs        | アニメーター            |
| 2001 | Gary & Mike    | アニメーター            |